# العلاقات الآيسلندية الكوستاريكية
العلاقات الآيسلندية الكوستاريكية هي العلاقات الثنائية التي تجمع بين آيسلندا وكوستاريكا.

## مقارنة بين البلدين
هذه مقارنة عامة ومرجعية للدولتين:
| وجه المقارنة                                              | آيسلندا          | كوستاريكا                                 |
| --------------------------------------------------------- | ---------------- | ----------------------------------------- |
| المساحة (كم2)                                             | 103.00 ألف       | 51.10 ألف                                 |
| عدد السكان (نسمة)                                         | 317.35 ألف       | 4.91 مليون                                |
| الكثافة السكانية (ن./كم²)                                 | 3.08             | 96.09                                     |
| العاصمة                                                   | ريكيافيك         | سان خوسيه                                 |
| اللغة الرسمية                                             | اللغة الآيسلندية | اللغة الإسبانية                           |
| العملة                                                    | كرونة آيسلندية   | كولون كوستاريكي                           |
| الناتج المحلي الإجمالي (بليون دولار)                      | 23.91 مليار      | 57.06 مليار                               |
| الناتج المحلي الإجمالي (تعادل القوة الشرائية) بليون دولار | 15.79 مليار      | 74.98 مليار                               |
| الناتج المحلي الإجمالي الاسمي للفرد دولار أمريكي          | 50.17 ألف        | 11.26 ألف                                 |
| الناتج المحلي الإجمالي للفرد دولار أمريكي                 | 46.55 ألف        | 14.92 ألف                                 |
| مؤشر التنمية البشرية                                      | 0.899            | 0.766                                     |
| رمز المكالمات الدولي                                      | +354             | +506                                      |
| رمز الإنترنت                                              | .is              | .cr، قائمة نطاقات المستوى الأعلى للإنترنت |
| المنطقة الزمنية                                           | 00، أوروبا/لندن ‏ | 00                                        |

## منظمات دولية مشتركة
يشترك البلدان في عضوية مجموعة من المنظمات الدولية، منها:
| علم المنظمة | اسم المنظمة                               | تاريخ انضمام آيسلندا | تاريخ انضمام كوستاريكا |
| ----------- | ----------------------------------------- | -------------------- | ---------------------- |
|             | الاتحاد البريدي العالمي                   | ?                    | ?                      |
|             | يونسكو                                    | 8 يونيو 1964         | 19 مايو 1950           |
|             | البنك الدولي للإنشاء والتعمير             | 27 ديسمبر 1945       | 8 يناير 1946           |
|             | منظمة التجارة العالمية                    | ?                    | ?                      |
|             | وكالة ضمان الاستثمار متعدد الأطراف        | 25 سبتمبر 1998       | 8 فبراير 1994          |
|             | الاتحاد الدولي للاتصالات                  | 1 أكتوبر 1906        | 13 سبتمبر 1932         |
|             | منظمة الشرطة الجنائية الدولية             | ?                    | ?                      |
|             | مؤسسة التمويل الدولية                     | 20 يوليو 1956        | 20 يوليو 1956          |
|             | الأمم المتحدة                             | 19 نوفمبر 1946       | 2 نوفمبر 1945          |
|             | مؤسسة التنمية الدولية                     | 19 مايو 1961         | 30 يونيو 1961          |
|             | الفريق المعني برصد الأرض                  | ?                    | ?                      |
|             | منظمة حظر الأسلحة الكيميائية              | ?                    | ?                      |
|             | المركز الدولي لتسوية المنازعات الاستشارية | 14 أكتوبر 1966       | 27 مايو 1993           |

## وصلات خارجية
- موقع وزارة الخارجية الآيسلندية
- موقع وزارة الخارجية الكوستاريكية